# Qezel Ḩājjīlū
Qezel Ḩājjīlū (persiska: قِزِل حاجّيلو) är en ort i Iran.   Den ligger i provinsen Västazarbaijan, i den nordvästra delen av landet, 600 km väster om huvudstaden Teheran. Qezel Ḩājjīlū ligger 1 283 meter över havet och antalet invånare är 225.
Terrängen runt Qezel Ḩājjīlū är platt åt nordväst, men åt sydost är den kuperad.Runt Qezel Ḩājjīlū är det ganska tätbefolkat, med 185 invånare per kvadratkilometer. Närmaste större samhälle är Urmia, 15,9 km söder om Qezel Ḩājjīlū. Trakten runt Qezel Ḩājjīlū består till största delen av jordbruksmark.